# Депольт III
Депольд III (1170/1177 — 1223) — князь Южной Моравии из династии Пржемысловичей.

## Биография
Старший сын Депольда II. После смерти отца, умершего во время участия в Третьем крестовом походе (1190), унаследовал его владения в Южной Моравии.
С 1203 г. при поддержке короля Филиппа Швабского претендовал на чешский королевский трон как прямой потомок Владислава I. В качестве отступного король Пржемысл Оттокар в 1204 году уплатил Депольду III 7 тысяч марок и уступил ему и его младшему брату Собеславу (ум. 1213) Пльзень и несколько других городов.
К концу жизни потерял почти все владения, и его дети после смерти отца нашли пристанище у Генриха I Бородатого — их родственника по матери.

## Брак и дети
Депольд III был женат на Аделе Силезской, точное происхождение которой не выяснено. Известно пятеро их сыновей:
- Ота (Оттон) Магдебургский (1191—1226), пробст в Магдебурге.
- Депольд IV Борживой (ум. 1235)
- Собеслав (ум. до 1247), администратор замка Любуш.
- Болеслав, погиб в битве при Лигнице 9 апреля 1241 года.
- Пржемысл.